# Eudemão (governador do Oriente)
Eudemão (em latim: Eudaemon; em grego: Ευδαιμων; romaniz.: Eudaimon) foi um governador bizantino do século V/VI que exerceu função no Oriente. Foi destinatário de uma carta de recomendação de Procópio de Gaza a Hiério de Gaza.